# 中国人民解放军南京军区

南京军区管辖范围

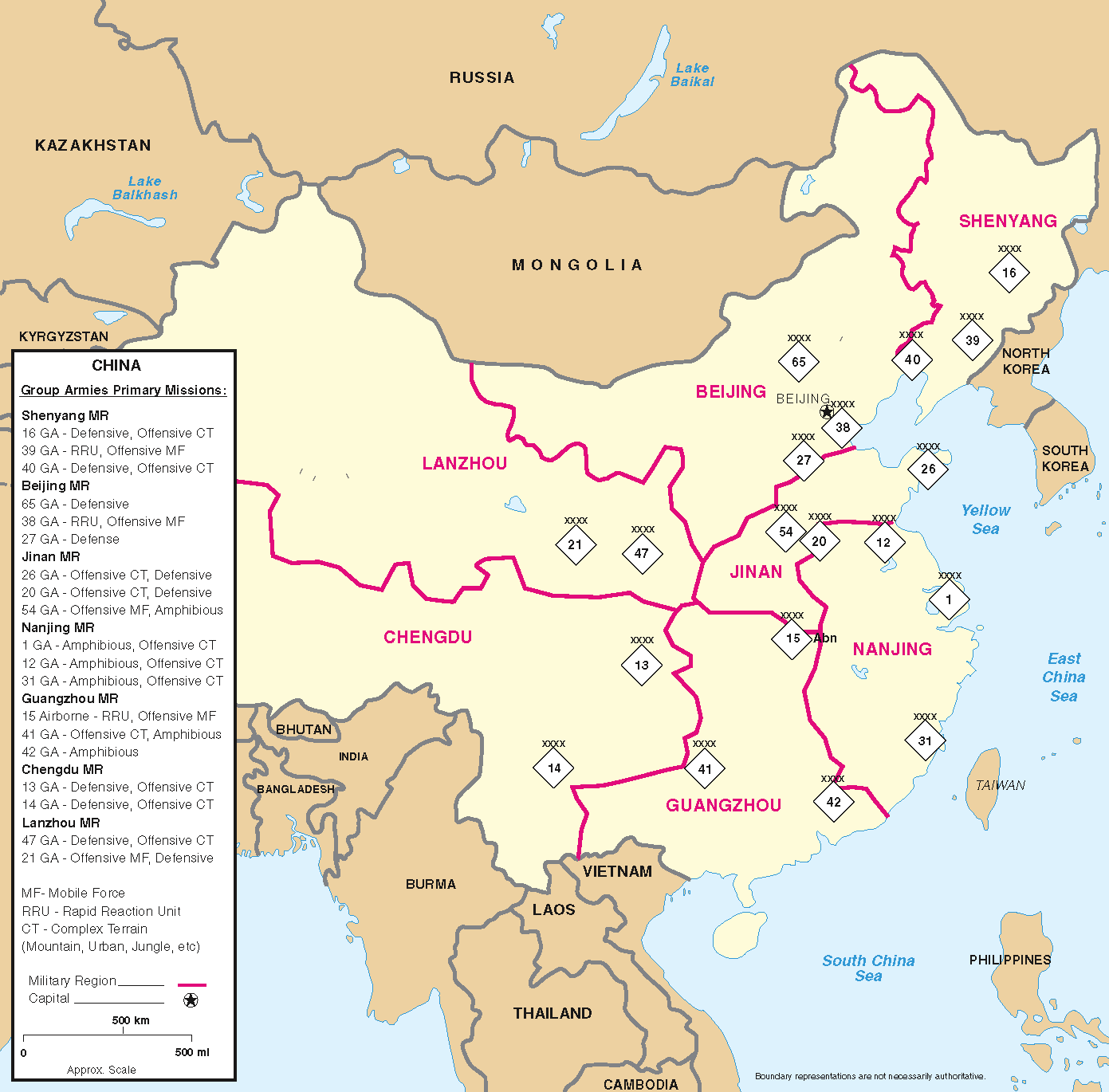
大军区撤销前夕的大军区划分与陆军集团军分布

中国人民解放军南京军区，是中国人民解放军大军区之一，是战略区域内合成军队的最高领导指挥机关，负责安徽、江苏、浙江、江西、福建、上海等6个省级行政区内陆、海、空军部队作战指挥和所属部队的军事、政治、后勤工作，领导辖区内的民兵、兵役、动员工作和战场建设。军区机关驻南京市。2016年在深化国防和军队改革中撤销，由新成立的东部战区接替。

## 沿革
1945年10月25日，在淮安成立华中军区，属新四军建制。军区机关设司令部、政治部、供给部、军工部、卫生部。辖苏中军区、淮南军区、直属第五、六、七、八军分区及海防纵队，以及由反正、起义的汪精卫政权伪军改编的解放第一、第二、第四军和民主联盟军。1946年9月，华中军区机关自淮安城迁至淮安北乡陈圩一带，不久北撤到山东。
1947年1月下旬，新四军、山东军区、华中军区合编成华东军区。1947年1月21日，华东军区在山东成立。起初华东军区辖苏北、苏中、鲁南、鲁中、渤海、胶东等6个军区和滨海军分区、淮北支队、淮南支队、东江纵队、华东军政大学及直属部队，约36万人。其中除了苏中军区、苏北军区外，其余单位均在山东和安徽境内。同年11月成立华中指挥部，统一领导华中地区军事力量，撤销苏中军区、苏北军区番号。1948年3月，撤销华中指挥部，成立苏北兵团及苏北军区。1948年8月，由华东军区供给部、卫生部、军械处、兵站部编成华东军区后勤司令部，部长周骏鸣兼，参谋长伊文，政治部主任罗应怀。
1949年2月，在中国人民解放军华东野战军改称中国人民解放军第三野战军的同时，华东军区机关随野战军南下。6月中旬，华东军区与第三野战军机关合并（番号仍各自保留）。同年7月10日，华东军区领导机关移驻南京。1950年初，全区辖野战军及山东、浙江、福建、苏北、苏南、皖北、皖南军区及南京、淞沪警备司令部、院校，还有华东海军，共120多万人。1950年后，陆续组建华东空军、公安军、防空军及军区炮兵、装甲兵等领导机关。
1955年4月，按照国务院和国防部关于全国军区重新划分的若干决定，中国人民解放军华东军区改编为中国人民解放军南京军区，辖江苏、浙江、福建、安徽、江西军区和南京军区炮兵、装甲兵、工程兵、防空军、公安军及辖区内的陆军等部队。同年5月，江苏省徐州至连云港地区的防务划归新成立的济南军区。南京军区成立后，随即扩编南京军区炮兵、装甲兵、工程兵领导机构，并于同年10月组建上海警备区。1956年7月福州军区成立，福建、江西军区及驻这两省的陆军、特种兵等部队划归福州军区。1957年8月，撤销南京军区公安军，所属部队先后移交地方公安机关或者改编为守备部队。9月，撤销南京军区防空军，所属部队并入南京军区空军建制。1969年到1970年，陆续组建江苏、安徽、浙江生产建设兵团（1975年6月撤销）。1975年7月，第二十军与济南军区的第一军对调，移驻河南省开封市，转隶济南军区。1975年12月，组建南京军区军政干部学校（后来扩编成南京高级步兵学校，归解放军总参谋部）。1978年2月，组建南京军区步兵学校（后更名南京陆军学校）。1985年6月，南京军区与福州军区合并为南京军区，辖江苏、浙江、福建、安徽、江西省军区、上海警备区、舟嵊守备区及所属陆军集团军、特种兵等部队和院校。
2016年，在深化国防和军队改革中，撤销南京军区，成立中国人民解放军南京军区善后工作办公室。

## 编制
军区领导机关和直属队
华东军区领导机关设司令部、政治部、后勤部等。另外军区直属部、处有财务部（1954年3月由后勤部财务部改隶）等。
1955年，南京军区领导机关设司令部、政治部、后方勤务部等。后经多次整编，设司令部、政治部、后勤部。此后机关三大部体制沿袭至1997年。
1998年，各大军区成立装备部。1998年11月，各大军区后勤部改为联勤部，对辖区内的陆海空军和二炮部队实行联勤保障。
所辖部队
华东军区下辖：
- 鲁中军区[2]
- 鲁南军区[2]
- 渤海军区[2]
- 胶东军区[2]
- 苏中军区[2]
- 苏北军区[2]
- 滨海军分区[2]
- 鲁中南军区：1948年7月由鲁中军区、鲁南军区、滨海军分区、冀鲁豫军区第一军分区编成[2]。
- 昌潍保安司令部：1948年6月组建，隶属华东军区建制。8月改称昌潍特区警备司令部。1949年3月改归山东军区建制[2]。
- 济南特别市警备司令部：1948年9月组建，隶属华东军区建制。1949年3月改归山东军区建制[2]。
- 徐州警备司令部：1948年底攻克徐州后，由济南警备司令部、鲁中南军区抽调干部组建，隶属华东军区建制。1949年3月改归山东军区建制[2]。
- 东江纵队：1946年7月抵达山东，1947年8月改称两广纵队[2]。
- 华东军区炮兵司令部：1950年12月15日，以原特种兵纵队机关为基础，组成华东军区炮兵司令部，驻南京[1]。
- 华东军区工程兵部：1950年12月，以华东军区特种兵纵队工兵第三团一部（在南京的部分）及特种学校第四大队为基础，组成华东军区工兵指挥部。辖工兵第三、第十团，重型机械营，工兵学校等，归炮兵司令部建制。12月底，改归华东军区建制，并由工兵学校校部兼工兵指挥部。1952年11月，工兵学校校部免兼工兵指挥部，由工兵学校另行抽调人员在南京组建华东军区工兵处。1954年6月，华东军区工兵处和上海国防建筑工程指挥部在上海合并为华东军区工程兵部[1]。
- 华东军区装甲兵司令部：1950年11月，以华东军区特种兵司令部战防炮兵师（原是陆军第三十军第九十师师部，拟建战防炮兵师但未果）及第二师部分干部为基础，组成华东军区摩托装甲兵司令部，归华东军区建制，驻徐州。辖坦克第二师、特种师和教导团。1951年7月，改称华东军区装甲兵司令部，辖战车第二、第二十六师，4个独立坦克团，第二战车编练基地，坦克第二中心修理工厂。1954年10月，改编为华东军区装甲兵部，仍驻徐州。1955年5月，分建为南京军区装甲兵部、济南军区装甲兵部[1]。
- 华东军区防空司令部：1949年5月，抽调部分人员，并接收国民党首都防空司令部部分士官，组成南京防空司令部，后改称南京警备司令部防空处。12月16日，华东军区命令以南京警备司令部防空处为基础，改编为华东军区防空处，暂归特种兵司令部建制。1950年3月28日，华东军区命令撤销的山东垦利、清河军分区机构及华东荣军总校校部调到南京充实防空处，改为华东军区防空司令部。1951年2月10日，华东军区防空司令部（留下部分人员组成南京防空指挥所）和上海防空司令部合并为华东军区防空司令部兼上海防空司令部[1]。
- 华中指挥部：1947年11月，在成立华中工委的同时，华东军区成立华中指挥部。司令员管文蔚，政治委员陈丕显（兼任）。华中指挥部成立后，撤销苏北、苏中军区番号，由华中指挥部统一领导华东野战军第十一、第十二纵队和淮南、淮北支队，及第一、二、五、六、九军分区。1948年3月，撤销华中指挥部，5月原指挥部机关组成苏北兵团及苏北军区机关[1]。

1955年华东军区改为南京军区后下辖：
- 江苏省军区：初为江苏军区。1960年改称江苏省军区。
- 浙江省军区：初为浙江军区。1960年改称浙江省军区。
- 福建省军区：1957年3月15日，解放军总参谋部批准将福州军区公安军领导机关改编为福建军区，归福州军区建制。5月1日正式成立福建军区。1960年改称福建省军区。1985年6月福州军区撤销，转隶南京军区。
- 安徽省军区：初为安徽军区。1960年改称安徽省军区。
- 江西省军区：初为江西军区。1956年7月福州军区成立，转隶福州军区。1960年改称江西省军区。1985年6月福州军区撤销，转隶南京军区。
- 上海警备区：1955年10月组建上海警备区。
- 南京军区炮兵：1955年4月华东军区炮兵司令部改称南京军区炮兵司令部，驻南京。后扩编为南京军区炮兵，直属南京军区。1983年1月缩编为南京军区司令部炮兵部。
- 南京军区工程兵：1955年4月华东军区工程兵部改称南京军区工程兵部，由上海移驻南京。10月改称南京军区工程兵司令部。后扩编为南京军区工程兵，直属南京军区。1983年1月缩编为南京军区司令部工程兵部。
- 南京军区装甲兵：1955年5月，自华东军区装甲兵机关抽30多名干部组建南京军区装甲兵机关。11月7日，在南京成立南京军区装甲兵司令部。其驻江苏的单位有独立坦克第一、第二、第三团等部。后扩编为南京军区装甲兵，直属南京军区。1983年1月缩编为南京军区司令部装甲兵部。
- 南京军区防空军司令部：1955年4月华东军区防空司令部改编为南京军区防空司令部，7月改称南京军区防空军司令部。1957年9月5日，南京军区防空军司令部及所辖部队并入南京军区空军建制，撤销南京军区防空军司令部番号。
- 南京军区公安军司令部：1955年7月，以原南京军区公安部队领导机关为基础，抽调江苏、浙江、安徽、上海各省（市）公安部队及公安军第十三、第十七师边防办公室部分干部，分别组成南京军区公安军司令部及上海警备区机关。同时撤销各公安师、团番号，整编为边防、内卫部队，归省级军区领导。11月，南京军区公安军司令部兼南京警备区司令部，驻南京。1957年9月底，南京军区公安军司令部兼南京警备区司令部撤销，各省（市）公安部队同时整编，于1958年12月移交各省（市）公安部门，边防部队大部改编成守备部队[1]。
- 陆军第一集团军：第一军1958年自朝鲜回国，驻防河南开封，属武汉军区。1960年改称陆军第一军。1962年到福建省执行紧急战备任务。1975年与属南京军区的第二十军换防，驻防浙江，转隶南京军区。1985年与陆军第六十军合并，改为陆军第一集团军。
- 陆军第十二集团军：第十二军1954年4月自朝鲜回国，驻防浙江金华。1960年改称陆军第十二军。1961年移防苏北淮阴地区。1978年接替第六十八军，移防江苏徐州。1985年改为陆军第十二集团军。
- 陆军第三十一集团军：第三十一军原隶福州军区，长期驻防福建厦门。1960年改称陆军第三十一军。1985年与陆军第二十九军合并，改为陆军第三十一集团军，转隶南京军区。
- 陆军第六十军：第六十军1953年7月自朝鲜回国，调归华东军区建制。1955年4月华东军区撤销，改隶南京军区。1956年2月军部自安徽省宿县移驻南京浦镇营房。1960年改称陆军第六十军。1985年撤销番号。

接受军兵种机关和南京军区双重领导的有：
- 海军东海舰队：受海军和南京军区双重领导。
- 南京军区空军：受空军和南京军区双重领导。

## 历任领导
| 司令员 - 陈毅（1947年1月－1955年3月，华东军区司令员，兼任） - 许世友 上将（1955年3月－1973年12月） - 丁盛（1973年12月－1977年3月） - 聂凤智（1977年4月－1982年10月） - 向守志 上将（1982年10月－1990年4月） - 固辉 上将（1990年4月－1996年1月） - 陈炳德 上将（1996年1月－1999年12月） - 梁光烈 上将（1999年12月－2002年10月） - 朱文泉 上将（2002年10月－2007年6月） - 赵克石 上将（2007年6月－2012年10月）） - 蔡英挺 上将（2012年10月－2016年1月） 副司令员 - 张云逸（1947年1月－1949年12月，华东军区副司令员） - 粟裕（1949年6月－1951年10月，华东军区副司令员） - 许世友（1954年2月－1955年3月，华东军区副司令员） - 叶飞 上将（1955年3月－1956年4月） - 郭化若 上将（1955年3月－1969年8月） - 张才千 中将（1957年9月－1971年11月） - 王必成 中将（1960年5月－1969年12月） - 刘先胜 中将（1960年11月－1969年8月） - 林维先 中将（1961年10月－1969年12月） - 聂凤智 中将（1962年3月－1977年4月） - 陶勇 中将（1963年11月－1967年1月） - 钱钧（1965年10月－1975年8月） - 饶子健（1965年10月－1975年8月） - 廖容标（1965年10月－1975年8月） - 李德生（1968年9月－1974年12月） - 肖永银（1970年4月－1975年5月） - 段焕竞（1970年4月－1982年10月） - 周纯麟（1970年4月－1982年10月） - 胡大荣（1970年4月－1975年8月） - 熊应堂（1970年4月－1971年11月） - 吴仕宏（1970年4月－1975年8月；1977年12月－1982年10月） - 詹大南（1970年12月－1982年10月） - 刘昌毅（1973年11月－1975年8月） - 陈宏（1975年5月－1975年8月） - 李水清（1975年8月－1977年9月） - 张希钦（1975年8月－1982年10月） - 向守志（1977年9月－1982年10月） - 邓岳（1977年12月－1982年10月） - 何以祥（1978年5月－1982年10月） - 张明（1980年12月－1985年6月） - 唐述棣（1982年10月－1985年6月） - 王子波（1982年10月－1985年6月） - 郭涛 中将（1985年6月－1992年3月） - 王成斌 中将（1985年6月－1990年4月） - 聂奎聚 海军中将（1987年9月－1992年7月，兼东海舰队司令员） - 姜玉田 空军中将（1987年9月－1993年1月，兼军区空军司令员） - 郭锡章 中将（1990年4月－1996年7月） - 张太恒 中将（1992年3月－1992年10月） - 何其宗 中将（1992年11月－1999年4月） - 刘伦贤 中将（1992年11月－1993年12月） - 曲振侔 海军中将（1993年1月－12月，兼东海舰队司令员） - 孙景华 空军中将（1993年1月－12月，兼军区空军司令员） - 阎琢 中将（1993年12月－1996年11月） - 杨玉书 海军中将（1993年12月－1999年10月，兼东海舰队司令员） - 谢德财 空军中将（1993年12月－1996年7月，兼军区空军司令员） - 董万瑞 中将（1996年7月－2004年7月） - 卢登华 空军中将（1996年7月－2000年12月，兼军区空军司令员） - 郑炳清 中将（1996年11月－2000年12月） - 黄信生 中将（1999年4月－2002年11月） - 赵国钧 海军中将（1999年12月－2006年8月，兼东海舰队司令员） - 马殿圣 中将（1999年12月－2005年7月） - 林炳尧 中将（2000年12月－2008年1月） - 马晓天 空军中将（2000年12月－2003年7月，兼军区空军司令员） - 刘成军 空军中将（2003年7月－2004年12月，兼军区空军司令员） - 徐承云 中将（2004年7月－2009年1月） - 江建曾 空军中将（2004年12月－2010年12月，兼军区空军司令员） - 徐小岩 中将（2005年7月－2005年12月） - 王洪光 中将（2005年12月－2012年12月） - 徐洪猛 海军中将（2006年8月－2009年12月，兼东海舰队司令员） - 王教成 中将（2008年1月－2012年10月） - 宋普选 中将（2009年1月－2013年7月） - 杜景臣 海军中将（2009年12月－2010年12月，兼东海舰队司令员） - 乙晓光 空军中将（2010年12月－2012年12月，兼军区空军司令员） - 苏支前 海军中将（2010年12月－2016年1月，兼东海舰队司令员） - 秦卫江 中将（2010年12月－2016年1月） - 郑群良 空军中将（2012年12月－2013年7月，兼军区空军司令员） - 蒋谟祥 中将（2012年12月－2016年1月） - 尤海涛 中将（2013年7月－2016年1月） - 黄国显 空军中将（2013年7月－2016年1月，兼军区空军司令员） | 政治委员 - 饶漱石（1947年1月－1953年8月，华东军区政治委员，兼任） - 唐亮 上将（1955年3月－1958年9月，政治委员；1958年9月－1963年12月，第二政治委员） - 柯庆施（1958年11月－1965年4月，第一政治委员，兼任） - 肖望东 中将（1961年3月－1963年12月，第四政治委员；1963年12月－1965年5月，第二政治委员） - 江渭清（1958年9月－1967年4月，第三政治委员） - 江华（1962年9月－1967年4月，第五政治委员） - 李葆华（1962年9月－1967年4月，第六政治委员） - 杜平 中将（1963年3月－1974年11月，第七政治委员；1977年8月－1982年10月，政治委员） - 张春桥（1967年5月－1976年10月，第一政治委员，兼任） - 廖汉生（1975年2月－1977年9月，政治委员；1977年9月－1980年1月，第一政治委员） - 彭冲（1974年11月－1980年6月，第二政治委员，兼任） - 郭林祥（1980年1月－1982年10月，第一政治委员；1982年10月－1985年6月，政治委员） - 傅奎清 中将（1985年6月－1990年4月） - 史玉孝 上将（1990年4月－1992年11月） - 刘安元 中将（1992年11月－1993年12月） - 方祖岐 上将（1993年12月－2000年12月） - 雷鸣球 上将（2000年12月－2007年9月） - 陈国令 上将（2007年9月－2012年10月） - 郑卫平 上将（2012年10月－2016年1月） 副政治委员 - 黎玉（1947年1月－？，华东军区副政治委员） - 谭震林（1949年6月－1955年3月，华东军区副政治委员） - 唐亮（1954年2月－1955年3月，华东军区副政治委员） - 肖望东 中将（1956年10月－1961年3月） - 赖毅 中将（1960年11月－1963年10月） - 鲍先志 中将（1963年3月－1969年12月） - 周贯五 中将（1963年3月－1975年8月） - 王六生（1969年8月－1971年11月） - 刘西元（1972年11月－1980年10月） - 王展（1975年8月－1980年12月） - 王恩茂（1975年11月－1977年2月） - 王静敏（1980年12月－1985年6月） - 张玉华（1980年12月－1982年10月） - 陈德先（1980年12月－1982年10月） - 孙克骥（1980年12月－1982年10月） - 李宝奇（1982年10月－1985年6月） - 史玉孝 中将（1985年6月－1990年4月） - 王永明 中将（1990年4月－1994年8月） - 裴九洲 中将（1990年4月－1993年12月） - 兰保景 中将（1993年12月－1998年8月） - 王同琢 中将（1994年10月－1994年12月） - 雷鸣球 中将（1994年12月－2000年10月） - 李继松 中将（1999年1月－2004年7月） - 刘永治 中将（2000年12月－2002年10月） - 刘卫东 海军中将（2002年7月－2005年12月，兼东海舰队政治委员） - 尹庆立 空军中将（2002年7月－2006年8月，兼军区空军政治委员） - 熊自仁 中将（2003年1月－2006年12月） - 孙大发 中将（2004年12月－2005年7月） - 高武生 中将（2005年7月－2010年12月） - 徐建中 海军中将（2005年12月－2008年7月，兼东海舰队政治委员） - 王伟 空军中将（2006年8月－2009年1月，兼军区空军政治委员） - 李长才 中将（2006年12月－2007年8月） - 徐德学 中将（2007年10月－2012年12月） - 岑旭 海军中将（2008年7月－2011年12月，兼东海舰队政治委员） - 贾延明 空军中将（2009年1月－2011年12月，兼军区空军政治委员） - 吴刚 中将（2010年12月－2016年1月） - 丁海春 海军中将（2011年12月－2013年7月，兼东海舰队政治委员） - 宋琨 空军中将（2011年12月－2014年6月，兼军区空军政治委员） - 王平 中将（2012年12月－2016年1月） - 王华勇 海军中将（2013年7月－2016年1月，兼东海舰队政治委员） - 于忠福 空军中将（2014年6月－2015年6月，兼军区空军政治委员） - 吴长海 中将（2014年12月－2016年1月） - 刘德伟 空军中将（2015年7月－2016年，兼军区空军政治委员） 顾问 （1975年设顾问，1985年撤销） - 廖容标（1975年8月30日－1979年5月2日） - 刘昌毅（1975年8月30日－1978年12月） - 胡大荣（1975年8月30日－？） - 黄振堂（1977年12月－？） - 王近山（1978年5月－？） - 钟国楚（1979年11月－？） - 郭金林（1979年11月－1983年12月） - 王文模（1979年11月－1983年） - 曾思玉（1980年1月－1982年8月） - 刘飞（1980年－1983年） - 周志坚（1980年－1982年7月） - 严光（1980年12月－1983年12月） - 赵俊（1980年12月－1983年12月） - 张玉华（1982年10月－？） - 吴仕宏（1982年10月－？） - 孙克骥（1983年7月－？） |

| 参谋长 - 陈士榘（1947年1月－？，华东军区参谋长） - 张震（1949年6月－1952年3月，华东军区参谋长） - 张爱萍（1952年3月－1955年3月，华东军区参谋长） - 张才千 中将（1955年3月－1957年9月） - 张祖谅 中将（1957年9月－1961年5月） - 林维先 中将（1961年10月－1962年4月） - 王蕴瑞 少将（1962年4月－1969年10月） - 肖永银（1969年10月－1975年5月） - 邓家泰（1975年5月－1977年12月） - 张希钦（1977年12月－1980年12月，副司令员兼） - 周德礼（1980年12月－1985年6月） - 刘伦贤 中将（1985年6月－1990年4月） - 张宗德 中将（1990年4月－1993年12月） - 陈炳德 中将（1993年12月－1996年1月） - 陈希滔 中将（1996年1月－1997年3月） - 黄信生 中将（1997年3月－1999年4月） - 朱文泉 中将（1999年4月－2002年11月） - 徐承云 中将（2003年1月－2004年7月） - 赵克石 中将（2004年7月－2007年9月） - 蔡英挺 中将（2007年9月－2011年7月） - 杨晖 中将（2011年7月－2016年1月） 副参谋长 - 袁仲贤（1947年1月－？，华东军区副参谋长） - 周骏鸣（1947年1月－？，华东军区副参谋长） - 张翼翔（？－？，华东军区副参谋长） - 王德 大校（？－1955年3月，华东军区副参谋长；1955年3月14日－1958年1月） - 覃健 中将（1955年3月14日－1959年7月15日） - 严光 少将（1955年9月－1964年3月） - 赵俊 少将（1957年7月－1965年10月） - 邓仕俊 少将（1960年8月－？） - 李元 少将（1960年10月－1974年1月） - 宋文 少将（1961年4月－1965年10月） - 谭友夫 少将（1964年6月－1966年3月） - 陈钦 少将（1965年1月－1969年10月） - 段焕竞（1965年10月27日－1970年4月27日） - 刘耀宗（1966年12月－1969年8月6日） - 张明（1969年10月－1971年7月） - 钟发生（1969年12月－？） - 周志坚（1970年8月－1980年1月） - 王近山（1970年8月－1978年5月） - 何志聪（1971年1月－1972年9月） - 康明才（1972年5月－1982年4月） - 夏天泰（1973年12月－？） - 赵俊（1975年6年10月－？） - 张挺（1975年7月－？） - 齐威（1978年5月－？） - 张治银（1978年5月－1984年4月） - 张文碧（1978年5月－？） - 郭涛（？－1983年5月） - 金冶（1981年2月－1984年4月） - 官俊亭（1982年4月－？） - 巴忠倓（1983年5月－1985年8月） - 金星沐（？－？） - 范志伦（？－1985年11月） - 郑炳清 少将（1985年－1992年） - 张树云 少将（？－？） - 裴怀亮 少将（1990年6月－1993年12月） - 丁炳生 少将（？－？） - 苏京 少将（？－？） - 杨朝宽 少将（？－？） - 王义斌 少将（1997年3月－？） - 吴继科 少将（？－2002年11月） - 赵克石 少将（1999年9月－2000年12月） - 王教成 少将（2000月－2005年7月） - 苏士亮 少将（2002年1月－2006年4月） - 孙正禄 少将（？－？） - 张中华 少将（2002年11月－？） - 杨建华 少将（2005年6月－？） - 许纪文 少将（2006年7月－？） - 汤朝荣 少将（？－？） - 顾守成 少将（？－？） - 陈卫国 少将（？－？） - 王加木 少将（2009年－2011年3月） - 王海涛 少将（？－2013年12月） - 郑和 少将（2011年3月－？） - 陈健 少将（2012年12月－2016年1月） - 郑水成 少将（2013年7月－？） - 许学强 少将（2013年7月－？，兼军区空军参谋长） - 兰政 少将（2013年12月－2016年1月） - 李克让 少将（2014年2月－3月） - 傅勇 少将（2014年7月－？） - 马成效 少将（2015年3月－2016年1月） 司令部顾问 （1975年设顾问，1985年撤销） - 钟国楚（？－？） - 黎光（？－？） - 张文碧（？－？） - 邓仕俊（？－？） - 钟发生（？－？） - 陈钦（？－？） - 鞠文仪（1979年－1982年） - 黄朝天（1979年11月－1982年9月） - 齐威（1983年5月－1985年7月） - 金冶（1984年4月－？） - 张治银（1984年－？） | 政治部主任 - 舒同（1947年1月－1952年10月，华东军区政治部主任） - 唐亮（1952年10月－1954年2月，华东军区政治部主任） - 肖望东 中将（1954年2月－1955年3月，代理华东军区政治部主任；1955年3月－1956年10月） - 鲍先志 中将（1956年10月－1963年3月） - 杜平 中将（1963年3月－1965年5月，第七政治委员兼） - 王六生（1965年5月－1971年11月，后为副政治委员兼） - 王展（1971年11月－1975年8月） - 孙克骥（1975年8月－1980年12月） - 李宝奇（1980年12月－1982年10月） - 魏金山（1982年10月－1985年2月） - 于永波 中将（1985年5月－1989年8月） - 兰保景 中将（1990年4月－1993年12月） - 王同琢 中将（1993年12月－1994年10月） - 温宗仁 中将（1994年10月－1996年1月） - 李继松 中将（1996年4月－1999年4月） - 刘永治 中将（1999年4月－2000年12月） - 潘瑞吉 中将（2000年12月－2003年7月） - 孙大发 中将（2003年7月－2004年12月） - 高武生 中将（2004年12月－2005年7月） - 李长才 中将（2005年7月－2006年12月） - 褚益民 中将（2006年12月－2010年12月） - 吴长海 中将（2010年12月－2014年12月） - 朱生岭 少将（2014年12月－2016年1月） 政治部副主任 - 唐亮（1947年1月－？，华东军区政治部主任） - 张凯（1947年1月－？，华东军区政治部主任） - 钟期光（？－？，华东军区政治部副主任） - 鲍先志 中将（？－1955年3月，华东军区政治部副主任；1955年3月－1956年10月） - 杨汉林 少将（1956年10月－1964年4月） - 龙潜 少将（1958年5月－1965年5月） - 赖毅 中将（1959年3月－1960年11月） - 王良恩 少将（1960年6月－1967年6月） - 符确坚 少将（1960年7月－1969年2月） - 刘耀宗 少将（1964年5月－1966年12月） - 史景班 少将（1964年6月－1975年8月） - 谢胜坤（1965年10月－1970年5月） - 杨广立（1969年8月－？） - 王展（1970年2月－1971年11月） - 郭金林（1971年5月－？） - 于永贤（1972年5月－？） - 阎志敏（1978年5月－1984年4月） - 夏伟（1981年6月－？） - 洪家德 少将（？－？） - 王永明 少将（？－1990年4月） - 韦宇 少将（？－？） - 随绳武 少将（？－？） - 缪国亮 少将（1992年10月－？） - 张宝康 少将（1996年5月－2001年7月） - 史水洲 少将（？－？） - 王长贵 少将（1998年－？） - 赵本胜 少将（？－2004年1月） - 吴昌德 少将（2003年7月－2003年12月） - 嵇绍莹 少将（2004年－？） - 张玉玺 少将（2004年－？） - 许湘东 少将（？－？） - 刘长兴 少将（？－？） - 王清葆 少将（2009年10月－？） - 郭礼云 少将（2010年7月－2014年7月） - 汪晓荣 少将（？－？） - 周明贵 少将（？－2015年1月） - 苏保成 少将（2014年7月－12月） - 王小鸣 少将（2014年12月－2016年1月） - 凌希 少将（2015年－2016年1月） 政治部顾问 （1975年设顾问，1985年撤销） - 阎志敏（？－？） - 宋佩璋（？－？） - 李世炎（？－？） - 陈茂辉（？－？） - 宋文（1980年－？） |

| 后勤部部长 - 宋裕和（1947年1月－1948年8月，华东军区供给部部长） - 崔义田（1947年1月－1948年8月，华东军区卫生部部长） - 叶进明（1947年1月－1948年8月，华东军区兵站部部长） - 周骏鸣（1948年8月－1949年，华东军区后勤司令部部长，兼任） - 邝任农（1949年－1955年3月，华东军区后勤部部长） - 谢胜坤 少将（1955年5月－1960年6月） - 郭金林 少将（1960年6月－1964年3月） - 严光 少将（1964年3月－1965年10月） - 谭友夫（1966年3月－1970年3月） - 鞠文仪（1970年4月－1975年8月） - 严光（1975年8月－1980年12月） - 成冲宵（1981年6月－1983年2月） - 陈辉（1983年2月－1987年3月） - 王太岚 少将（1988年6月－1992年11月） - 王传武 少将（1992年11月－1997年3月） - 吴继科 少将（1997年3月－1998年10月） 后勤部副部长 - 邝任农（1948年7月－1949年，华东军区后勤司令部副司令员） - 谢胜坤（？－1954年7月，华东军区后勤部副部长） - 李元 少将（1955年4月－1960年6月） - 王文模 少将（1955年4月－1956年11月；1957年9月－1960年7月） - 刘耀宗 少将（1956年7月－1963年3月） - 郭金林 少将（1957年9月－1960年6月） - 吴大胜 大校（1960年11月－1973年12月） - 汪运祖 少将（1960年11月－1969年3月） - 官宗礼 少将（1961年9月－1970年9月） - 冯鼎三 少将（1961年11月－1965年6月） - 钟贤文 少将（1963年10月－1970年7月） - 张祥 大校（1964年9月－1976年2月） - 黄志远（1965年9月－1969年3月） - 鞠文仪（1968年8月－1970年4月） - 谭勋（1970年7月－？） - 李坡（1970年12月－？） - 缪嘉（1970年12月－？） - 高士亮（1970年12月－？） - 宋相甫（1972年9月－？） - 梁维英（1975年5月－？） - 侯建新（1978年5月－？） - 陈辉（？－1983年8月） - 高玉（？－？） - 梁国夫（1983年9月－？） - 赵绪振（？－？） - 刘礼贵 少将（1985年8月－1993年） - 王太岚（1987年3月－1988年6月） - 童军 少将（？－？） - 赵本胜 少将（？－1998年10月） - 贾瑞玉 少将（？－1998年10月） - 王顺和 少将（？－1998年10月） 联勤部部长 - 吴继科 少将（1998年10月－2002年11月） - 种明辉 少将（2002年11月－2005年6月） - 张怀泗 少将（2005年6月－2007年6月） - 顾守成 少将（2007年6月－2010年） - 杨建华 少将（2010年－2013年7月） - 孙心良 少将（2013年7月－2014年12月） - 李克让 少将（2015年1月－2016年1月） 联勤部副部长 - 赵本胜 少将（1998年10月－？） - 贾瑞玉 少将（1998年10月－？） - 王顺和 少将（1998年10月－？） - 张先汉 少将（？－？） - 张金荣 少将（？－？） - 侯散野 少将（？－？） - 仇学富 少将（？－？） - 刘永才 少将（？－？） - 姜国禹 少将（？－？） - 王大功 少将（？－？） - 于天明 少将（？－？） - 郭德富 少将（？－？） - 向孝民 少将（？－？） - 唐玉良 少将（？－2016年1月） - 孙祥林 少将（？－？） | 后勤部政治委员 - 彭显伦（1947年1月－1948年8月，华东军区供给部政治委员） - 魏天禄（1947年1月－1948年8月，华东军区卫生部政治部主任） - 于眉（1947年1月－1948年8月，华东军区兵站部政治部主任） - 邝任农（1949年－1954年7月，华东军区后勤部部长兼政治委员） - 谢胜坤（1954年7月－1955年3月，华东军区后勤部政治委员） - 符确坚 少将（1955年12月－1960年7月） - 王文模 少将（1960年6月－1964年3月） - 郭金林 少将（1964年3月－1971年2月） - 汪运祖（1973年11月－1977年9月） - 陈德先（1977年9月－1980年12月；1980年12月－1981年5月，副政治委员兼） - 刘轩亭（1979年2月－1981年8月，第二政治委员；1981年8月－1983年2月，政治委员） - 刘贤庭（1980年12月－1983年5月） - 马魁鸾（1983年2月－1985年8月） - 韦宇 少将（1985年8月－1989年8月） - 史水洲 少将（1989年7月－1996年11月） - 宫化清 少将（1996年11月－1998年11月） 后勤部副政治委员 - 方中铎 少将（1955年4月－1956年2月） - 喻新华 少将（1956年7月－1970年11月） - 黎同新 少将（1957年11月－1970年4月） - 张希才 少将（1962年2月－？） - 张加洛 少将（1962年10月－1964年4月） - 谭肇之（1970年6月－？） - 刘轩亭（1970年12月－1971年12月） - 马光军（1970年12月－？） - 黎同新（1973年3月－？） 后勤部顾问 （1975年设顾问，1985年撤销） - 汪运祖（？－？） - 张希才（？－？） - 侯建新（？－？） - 冯福铭（？－？） - 马光军（1978年4月－1982年） - 黎同新（1981年－1985年） 联勤部政治委员 - 宫化清 少将（1998年11月－1999年12月） - 高武生 少将（1999年12月－2004年12月） - 谢亢威 少将（2005年6月－2010年7月） - 周明贵 少将（2010年7月－2014年3月） - 汪晓荣 少将（2014年6月－2016年1月） 联勤部副政治委员 - 程童一 少将（2005年－2006年11月） - 谢亢威 少将（？－2005年6月） - 曲文 少将（？－？） - 耿广义 少将（？－？） - 施金毛 少将（？－？） - 曹伯如 少将（2013年－？） - 季风 少将（2015年－2016年1月） |

| 装备部部长 - 程望（1947年1月－？，华东军区军工部部长） - 汪道涵（1947年1月－？，华东军区军工部部长） - 罗湘涛（1947年1月－？，华东军区军工部政治委员） - 张诗明 少将（1998年1月－2002年1月） - 徐承云 少将（2002年1月－2003年1月） - 刘沈扬 少将（2003年7月－2006年8月） - 李增林 少将（2006年8月－2010年4月） - 孟昭斌 少将（2010年4月－2013年12月） - 许伟 少将（2013年12月－2015年4月） - 于中海 少将（2015年4月－2016年1月） 装备部副部长 - 许援朝 少将（1998年10月－2005年5月） - 周元华 少将（？－？） - 张金荣 少将（？－？） - 孙心良 少将（？－？） - 黄企生 少将（？－？） - 张良富 少将（？－？） - 刘东耕 少将（？－？） - 李笃信 少将（？－？） - 徐江 少将（？－？） - 孙德斌 少将（2009年6月－？） - 郭德富 少将（？－？） - 潘照年 少将（2011年－？） - 于中海 少将（？－2015年4月） - 刘跃平 少将（2014年6月－？） - 王文立 少将（2015年9月－2016年1月） | 纪律检查委员会（监察委员会）书记 - 肖望东 中将（1955年11月－1960年2月，政治部主任、副政治委员兼） - 鲍先志 中将（1960年7月－1969年4月） - 李宝奇（？－？） - 张明 中将（1985年6月－？） - 雷鸣球 中将（1994年12月－1999年6月，副政治委员兼） - 李继松 中将（1999年－2004年7月，副政治委员兼） - 孙大发 中将（2005年1月－7月，副政治委员兼） - 高武生 中将（2005年7月－2010年12月，副政治委员兼） - 吴刚 中将（2010年12月－2016年1月，副政治委员兼） 纪律检查委员会（监察委员会）副书记 - 鲍先志 中将（1955年11月－1960年2月） - 赵元升（？－？） - 王永明 少将（？－1990年4月，政治部副主任兼） 纪律检查委员会专职委员 - 张前恕（？－？） - 刘传运（？－？） |

## 南京军区善后工作办公室
| 主任 - 蒋谟祥 中将（2016年1月—） 副主任 - 马成效 少将（2016年—2016年） - 李克让 少将（2016年—） - 唐玉良 少将（2016年—） 军事组组长 - 刘跃平 少将（2016年12月—） 军事组副组长 - 考持维 大校（2016年—） 保障组组长 保障组副组长 - 刘跃平 少将（2016年—2016年12月） - 唐玉良 少将（2016年—2016年） - 曹文献 大校（2016年—？） - 常贵保 大校（2016年12月—） | 政治委员 - 吴长海 中将（2016年1月—2017年1月） - 王平 中将（2017年1月—2018年7月） - 唐国庆中将（2018年7月—） 副政治委员 - 汪晓荣 少将（2016年—2017年） - 盛炳荣 少将（2017年—） 政工组组长 - 盛炳荣 少将（2016年—） 政工组副组长 |